# Comum de Dois
"Comum de Dois" é uma canção da cantora de rock brasileira Pitty, lançado como primeiro single de seu segundo álbum ao vivo intitulado A Trupe Delirante no Circo Voador. O single foi composto por Pitty, Duda Machado, Martin Mendonça e Joe, sendo liberado através da Deckdisc em 30 de março de 2011 no formato de download digital e airplay. O vídeo musical da canção é um show que faz parte da digressão A Trupe Delirante em Turnê.

## Lista de faixas
A versão gravada em estúdio de "Comum de Dois" tem duração de quatro minutos e vinte e sete segundos. A versão da canção ao vivo tem duração de quatro minutos e treze segundos.
| Download digital |                 |                                  |         |  |
| N.º              | Título          | Compositor(es)                   | Duração |  |
| 1.               | "Comum de Dois" | Pitty, Duda Machado, Martin, Joe | 4:13    |  |